# Dario Sala
Dario Sala (Como, 8 aprile 1912 – Trecallo, 30 gennaio 2005) è stato un inventore italiano.
Fu anche antiquario e chansonnier.

## Biografia
Durante la seconda guerra mondiale combatté in Albania, sud della Francia e Italia. Proprio in questo periodo fu promotore dell'Unione degli Stati Uniti d'Europa e compose un Inno per un mondo unito che gli procurò parecchi guai con i suoi superiori.
La sua fama è però legata principalmente all'invenzione del DAS (dalle iniziali del suo nome Dario Sala), una particolare creta che secca senza bisogno di cottura e che accompagna dai primi anni sessanta la vita dei bambini italiani. Sala ne vendette il brevetto per poche lire alla Adica Pongo - correva appunto l'anno 1962 - rinunciando anche ad una percentuale sulle vendite.
Nel 1995 pubblicò Tra cielo e terra, un libro di poesie, pensieri, disegni e spartiti di canzoni. Sette anni dopo, nel 2002, diede alle stampe un secondo volume di poesie, aforismi e disegni intitolato Cuore e semplicità.